# 콜로이드 삼투압

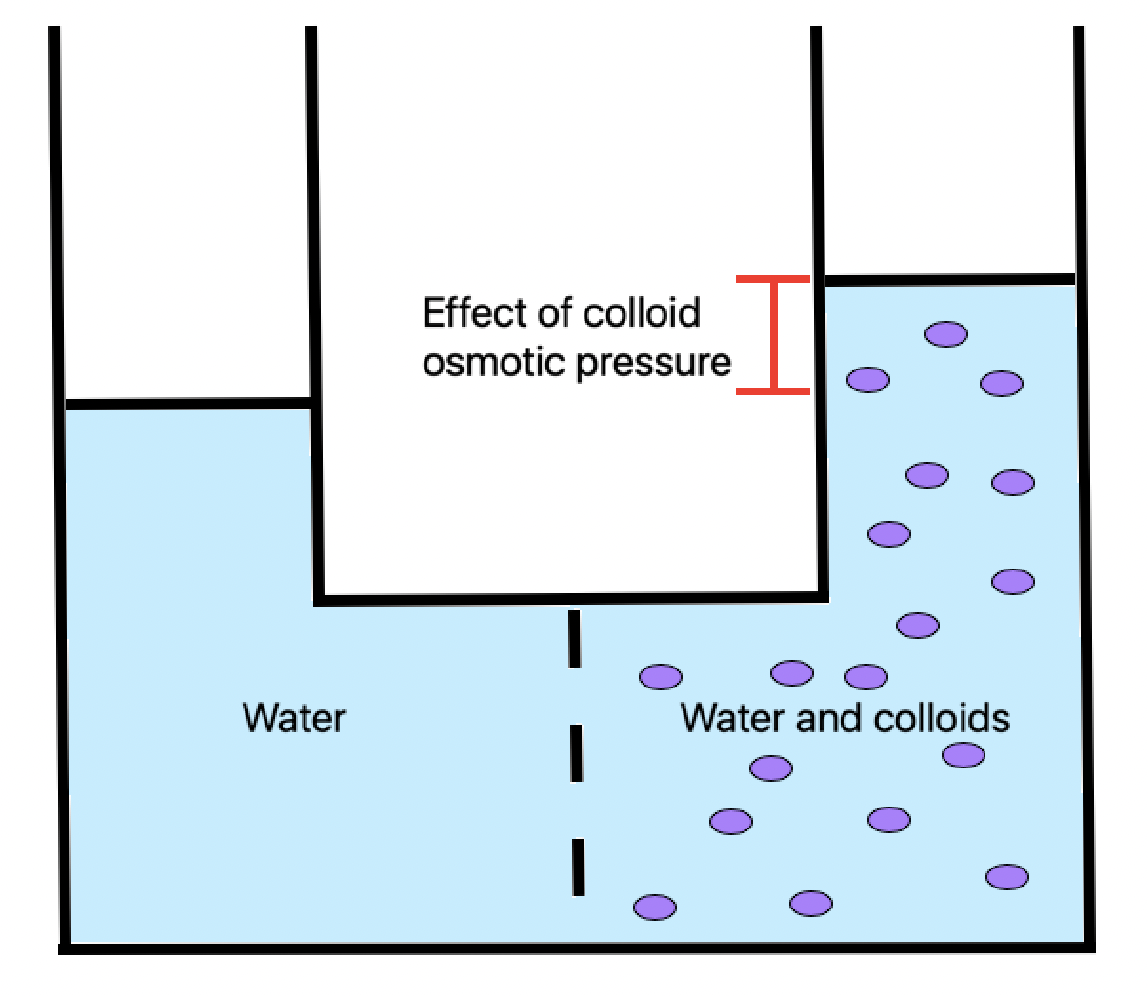
위에서 콜로이드가 있을 때의 유체 흐름을 보여준다. 왼쪽은 주변 조직을 나타내고 오른쪽은 전혈을 나타낸다. 콜로이드의 존재는 다른 평형 상태에서 콜로이드 삼투압(colloid osmotic pressure)을 생성함으로써 고농도의 콜로이드 쪽으로 흐름을 증가시킬 수 있다.

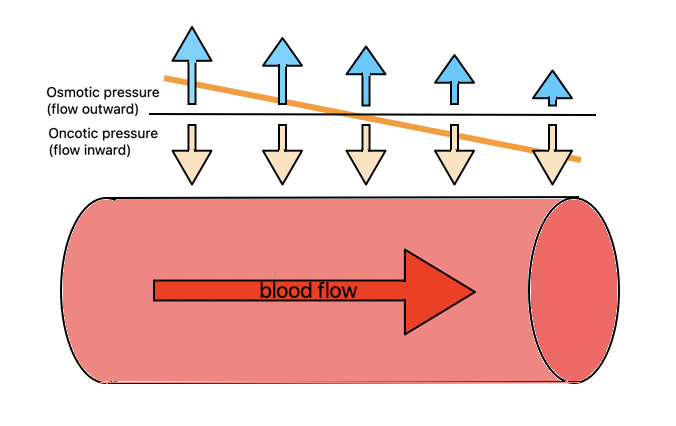
위 그림에서 우리는 삼투압(osmotic pressure)이 모세혈관의 길이에 따라 어떻게 변화하는지, 콜로이드 삼투압(oncotic pressure)은 동일하게 유지되는지를 볼 수 있다. 동일한 양방향 흐름과 관련된 유체 흐름의 전체 방향은 각각 주황색 선과 검은색 선으로 표시된다.

콜로이드 삼투압(colloid osmotic-pressure, 교질 삼투압) 또는 삼투압(oncotic pressure)은 혈관의 혈장(또는 혈액 및 림프와 같은 다른 체액)에서 혈장 단백질, 특히 알부민에 의해 유도되는 삼투압(osmotic pressure)의 일종으로 다시 모세관으로 체액을 끌어당긴다. 참여하는 콜로이드는 물 분자를 대체하여 모세 혈관의 끝부분에서 낮은 정맥압으로 물분자가 다시 순환계로 돌아가게 하여 상대적인 물 분자 부족을 일으킨다.

## 같이 보기
- 스탈링 방정식(Starling equation)
- 삼투(osmosis)
- 삼투압(osmotic pressure)
- 콜로이드(교질)